# John Dickson Carr
John Dickson Carr (Uniontown (Pennsylvania), 30 november 1906 – Greenville (South Carolina), 28 februari 1977) was een Amerikaans schrijver van detective- en mysteryverhalen. Hij schreef ook onder de pseudoniemen Carter Dickson, Carr Dickson en Roger Fairbairn. Hij was een meester van de whodunit met een ingenieuze plot, die meestal draait rond een of twee schijnbaar onmogelijke moorden. Zijn plots zijn vaak ingewikkelder dan die van de andere detectiveschrijvers uit de zogenaamde Golden Age van de detective (de jaren 1920 en '30).
Carr schreef als student reeds een aantal kortverhalen. In 1930 verscheen zijn eerste boek, It Walks by Night, met in de hoofdrol de Franse detective Henri Bencolin. Later volgden nog vier boeken rond deze speurder. Carr schreef een reeks van 23 boeken met als hoofdfiguur Dr. Gideon Fell (het eerste, Hag's Nook, verscheen in 1933) en, als Carter Dickson, een reeks van 22 boeken rond de advocaat (barrister) Sir Henry Merrivale, te beginnen met The Plague Court Murders uit 1934.
Carr schreef ook talrijke kortverhalen, enkele historische misdaadverhalen, toneelstukken en non-fictie, waaronder een biografie van Sir Arthur Conan Doyle. Samen met Adrian Conan Doyle, de jongste zoon van Arthur Conan Doyle, schreef Carr een aantal Sherlock Holmes-verhalen die in 1954 verschenen in de bundel The Exploits of Sherlock Holmes.
Vele boeken van Carr zijn vertaald naar het Nederlands en verschenen bij Uitgeverij Het Spectrum in Utrecht in de Prisma- en Prisma Detective-reeks.